# Henri Cochet
Henri Jean Cochet (Villeurbanne, França, 14 de desembre de 1901 − Saint-Germain-en-Laye, 1 d'abril de 1987) fou un tennista francès, dominador de la dècada del 1920 i considerat un dels millors tennistes francesos de la història. Al llarg de la seva vida aconseguí guanyar 15 títols del Grand Slam i dues medalles olímpiques. Fou un dels integrants dels tennistes coneguts com Les Quatre Mousquetaires.

## Biografia
Va néixer el 14 de desembre de 1901 a la ciutat de Villeurbanne, població situada al departament del Roine (Roine-Alps), fill de Gustave Cochet i Antoinette Gailleton. Gràcies al fet que el seu pare treballava com a encarregat de la gespa al club de tennis de Lió, Henri va entrar en contacte amb el tennis de ben aviat, primer a començar a treballar com a recullapilotes i llavors ja va poder jugar-hi amb la seva germana Aimée. El primer entrenador que va tenir fou Georges Cozon, propietari del club de tennis que es va oferir en veure el talent que tenia Henri.
Cochet es va casar amb Germaine Desthieux el 16 d'abril de 1926. A part del tennis es va interessar per altres esports com per exemple l'hoquei sobre gel, i també va obrir una botiga de material esportiu a París. Fou guardonat l'any 1951 amb la distinció Legió d'Honor pels seus mèrits esportius.
Va morir l'1 d'abril de 1987 a la seva residència de Saint-Germain-en-Laye, població situada al departament d'Yvelines (Illa de França).

## Carrera esportiva
Va iniciar la pràctica del tennis des de ben jove, i inicià la competició com a tennista amateur l'any 1920. Va debutar l'any 1922 i va guanyar tots els grans torneigs amateurs que va disputar, tan en categoria individual com en dobles fent parella amb Jean Borotra, amb qui va mantenir una gran rivalitat. Entre aquests destaquen el World Hard Court Championships i el Championnat de France derrotant el seu compatriota Jean Samazeuilh. Aquests resultats li van obrir la porta a l'equip francès de Copa Davis malgrat no aconseguir bons resultats.
En el 1924 va participar en els Jocs Olímpics de París aconseguint dues medalles d'argent, en categoria individual fou derrotat per l'estatunidenc Vincent Richards en cinc sets, i en dobles fou derrotat junt a Jacques Brugnon per Francis Hunter i Richards novament.
Degut a diverses lesions i afers empresarials es va perdre pràcticament tota la temporada 1925. Aprofitant la seva absència va aparèixer el tennista francesos René Lacoste, que junt amb Cochet, Borotra i Brugnon es van convertir en els grans dominadors del tennis mundial, i foren batejats amb el sobrenom de Les Quatre Mousquetaires, en referència al clàssic Els tres mosqueters d'Alexandre Dumas. La primera mostra es va produir durant el 1926. Cochet es va imposar al Championnat de France, mentre que Borotra a Wimbledon, i Lacoste al U.S. National Championships, on tres d'ells es van plantar a semifinals i per primera vegada guanyava un tennista estranger des de Lawrence Doherty (1903). La millor temporada de Cochet fou l'any 1928, en el qual es va imposar en el Roland Garros i en el U.S. National Championships mentre que fou finalista a Wimbledon.
Fins aquesta època, les Illes Britàniques, els Estats Units i Australàsia s'havien repartit tots els títols de la Copa Davis, però gràcies a aquesta generació de tennistes, França va començar a entrar en joc. Després de ser finalistes en tres ocasions consecutives, finalment van arribar a la glòria l'any 1927. No fou la flor d'un dia, ja que l'equip francès va aconseguir el títol en sis anys consecutius (1927-1932), totes elles contra els Estats Units a excepció d'una.
En el Roland Garros aconseguiria la victòria individual en les edicions de 1922, 1926, 1928, 1930 i 1932, a banda de tres més en dobles masculins (1927, 1930 i 1932) així com dues victòries en dobles mixtos (1928 i 1929). L'any 1930 va apostar per una temporada molt més relaxada, centrat només en competicions de dobles masculins i de dobles mixtos amb comptades excepcions per torneigs individuals. D'altra banda, va començar a fer d'entrenador de tennis infantil voluntàriament a París, generalment els diumenges. Al llarg de la seva carrera també guanyà en dues ocasions el torneig de Wimbledon en la categoria individual (1927 i 1929) i dues en dobles masculins (1926 i 1928); i una vegada la categoria individual de l'Open dels Estats Units (1928) i una de dobles mixtos (1927). Així mateix destaquen la victòria que aconseguí al World Hard Court Championships (1922) i al World Covered Court Championships (1922 i 1923), al Championnat International de France Professionnel (1936); al Masters de Montecarlo (1928, 1929 i 1931); i al Torneig de Los Angeles (1928).

## Torneigs de Grand Slam

### Individual: 10 (7−3)
| Resultat  | Núm. | Any  | Campionat                    | Oponent           | Marcador                |
| --------- | ---- | ---- | ---------------------------- | ----------------- | ----------------------- |
| Guanyador | −    | 1922 | Internationaux de France     | Jean Samazeuilh   | 8−6, 6−3, 7−5           |
| Guanyador | 1.   | 1926 | Internationaux de France     | René Lacoste      | 6−2, 6−4, 6−3           |
| Guanyador | 2.   | 1927 | Wimbledon                    | Jean Borotra      | 4−6, 4−6, 6−3, 6−4, 7−5 |
| Guanyador | 3.   | 1928 | Internationaux de France (2) | René Lacoste      | 5−7, 6−3, 6−1, 6−3      |
| Finalista | 1.   | 1928 | Wimbledon                    | René Lacoste      | 1−6, 6−4, 4−6, 2−6      |
| Guanyador | 4.   | 1928 | U.S. National Championships  | Francis Hunter    | 4−6, 6−4, 3−6, 7−5, 6−3 |
| Guanyador | 5.   | 1929 | Wimbledon (2)                | Jean Borotra      | 6−4, 6−3, 6−4           |
| Guanyador | 6.   | 1930 | Internationaux de France (3) | Bill Tilden       | 3−6, 8−6, 6−3, 6−1      |
| Guanyador | 7.   | 1932 | Internationaux de France (4) | Giorgo de Stefani | 6−0, 6−4, 4−6, 6−3      |
| Finalista | 2.   | 1932 | U.S. National Championships  | Ellsworth Vines   | 4−6, 4−6, 4−6           |
| Finalista | 3.   | 1933 | Internationaux de France     | Jack Crawford     | 6−8, 1−6, 3−6           |

### Dobles masculins: 11 (5−6)
| Resultat  | Núm. | Any  | Campionat                    | Parella         | Oponents                         | Marcador                  |
| --------- | ---- | ---- | ---------------------------- | --------------- | -------------------------------- | ------------------------- |
| Finalista | 1.   | 1925 | Internationaux de France     | Jacques Brugnon | Jean Borotra René Lacoste        | 5−7, 6−4, 3−6, 6−2, 3−6   |
| Finalista | 2.   | 1926 | Internationaux de France (2) | Jacques Brugnon | Vincent Richards Howard Kinsey   | 4−6, 1−6, 6−4, 4−6        |
| Guanyador | 1.   | 1926 | Wimbledon                    | Jacques Brugnon | Howard Kinsey Vincent Richards   | 7−5, 4−6, 6−3, 6−2        |
| Guanyador | 2.   | 1927 | Internationaux de France     | Jacques Brugnon | Jean Borotra René Lacoste        | 2−6, 6−2, 6−0, 1−6, 6−4   |
| Finalista | 3.   | 1927 | Wimbledon                    | Jacques Brugnon | Frank Hunter Bill Tilden         | 6−1, 6−4, 6−8, 3−6, 4−6   |
| Finalista | 4.   | 1928 | Internationaux de France (3) | René de Buzelet | Jean Borotra Jacques Brugnon     | 4−6, 6−3, 2−6, 6−3, 4−6   |
| Guanyador | 3.   | 1928 | Wimbledon (2)                | Jacques Brugnon | John Hawkes Gerald Patterson     | 13−11, 6−4, 6−4           |
| Finalista | 5.   | 1929 | Internationaux de France (4) | Jacques Brugnon | Jean Borotra René Lacoste        | 3−6, 6−3, 3−6, 6−3, 6−8   |
| Guanyador | 4.   | 1930 | Internationaux de France (2) | Jacques Brugnon | Harry Hopman Jim Willard         | 6−3, 9−7, 6−3             |
| Finalista | 6.   | 1931 | Wimbledon (2)                | Jacques Brugnon | George Lott John Van Ryn         | 2−6, 8−10, 11−9, 6−3, 3−6 |
| Guanyador | 5.   | 1932 | Internationaux de France (3) | Jacques Brugnon | Christian Boussus Marcel Bernard | 6−4, 3−6, 7−5, 6−3        |

### Dobles mixts: 5 (3−2)
| Resultat  | Núm. | Any  | Campionat                    | Parella        | Oponents                              | Marcador      |
| --------- | ---- | ---- | ---------------------------- | -------------- | ------------------------------------- | ------------- |
| Finalista | 1.   | 1925 | Internationaux de France     | Julie Vlasto   | Suzanne Lenglen Jacques Brugnon       | 2−6, 2−6      |
| Guanyador | 1.   | 1927 | U.S. National Championships  | Eileen Bennett | Hazel Hotchkiss Wightman René Lacoste | 6−2, 6−0, 6−3 |
| Guanyador | 2.   | 1928 | Internationaux de France     | Eileen Bennett | Helen Wills Frank Hunter              | 3−6, 6−3, 6−3 |
| Guanyador | 3.   | 1929 | Internationaux de France (2) | Eileen Bennett | Helen Wills Frank Hunter              | 6−3, 6−2      |
| Finalista | 2.   | 1930 | Internationaux de France     | Eileen Bennett | Cilly Aussem Bill Tilden              | 4−6, 4−6      |

## Jocs Olímpics

### Individual
| Any  | Campionat                    | Oponent          | Resultat                |
| ---- | ---------------------------- | ---------------- | ----------------------- |
| 1924 | Jocs Olímpics, París, França | Vincent Richards | 4−6, 4−6, 7−5, 6−4, 2−6 |

### Dobles masculins
| Any  | Campionat                    | Parella         | Oponents                        | Resultat      |
| ---- | ---------------------------- | --------------- | ------------------------------- | ------------- |
| 1924 | Jocs Olímpics, París, França | Jacques Brugnon | Francis Hunter Vincent Richards | 6−4, 2−6, 3−6 |

## Palmarès

### Equips: 8 (6−2)
| Resultat  | Núm. | Data                       | Torneig                              | Superfície   | Equip                                          | Oponents                                                       | Marcador |
| --------- | ---- | -------------------------- | ------------------------------------ | ------------ | ---------------------------------------------- | -------------------------------------------------------------- | -------- |
| Finalista | 1.   | 9 − 11 de setembre de 1926 | Copa Davis, Filadèlfia, Estats Units | Gespa        | Jean Borotra Jacques Brugnon René Lacoste      | Bill Johnston Vincent Richards Bill Tilden Richard N. Williams | 1−4      |
| Guanyador | 1.   | 8 − 10 de setembre de 1927 | Copa Davis, Filadèlfia               | Gespa        | Jean Borotra Jacques Brugnon René Lacoste      | Frank Hunter Bill Johnston Bill Tilden Richard N. Williams     | 3−2      |
| Guanyador | 2.   | 27 − 29 de juliol de 1928  | Copa Davis, París, França (2)        | Terra batuda | Jean Borotra Jacques Brugnon René Lacoste      | John Hennessey Frank Hunter George Lott Bill Tilden            | 4−1      |
| Guanyador | 3.   | 26 − 28 de juliol de 1929  | Copa Davis, París (3)                | Terra batuda | Jean Borotra Christian Boussus Jacques Brugnon | Wilmer Allison George Lott Bill Tilden John Van Ryn            | 3−2      |
| Guanyador | 4.   | 25 − 27 de juliol de 1930  | Copa Davis, París (4)                | Terra batuda | Jean Borotra Christian Boussus Jacques Brugnon | Wilmer Allison George Lott Bill Tilden John Van Ryn            | 4−1      |
| Guanyador | 5.   | 24 − 26 de juliol de 1931  | Copa Davis, París (5)                | Terra batuda | Jean Borotra Christian Boussus Jacques Brugnon | Bunny Austin Patrick Hugues Charles Kingsley Fred Perry        | 3−2      |
| Guanyador | 6.   | 29 − 31 de juliol de 1932  | Copa Davis, París (6)                | Terra batuda | Jean Borotra Christian Boussus Jacques Brugnon | Wilmer Allison Frank Shields John Van Ryn Ellsworth Vines      | 3−2      |
| Finalista | 2.   | 28 − 30 de juliol de 1933  | Copa Davis, París (2)                | Terra batuda | Jean Borotra Jacques Brugnon Andre Merlin      | Bunny Austin Patrick Hugues Harry Lee Fred Perry               | 2−3      |